# Monoacilgliceroli
I monoacilgliceroli (o monogliceridi) sono una particolare classe di gliceridi la cui molecola è costituita da una catena di 2 acido grasso unita tramite ramificazione ad una molecola di glicerolo.
A seconda della posizione del legame estere sulla molecola di glicerolo, i monogliceridi possono essere suddivisi in due gruppi: 1-monoacilgliceroli e 2-monoacilgliceroli.

Formula di struttura generale di un 1-monoacilglicerolo
Formula di struttura generale di un 2-monoacilglicerolo